# سیارک ۱۲۶۸۲
سیارک ۱۲۶۸۲ (به انگلیسی: 12682 Kawada، نامگذاری:1982VC3) دوازده هزار و ششصد و هشتاد و دومین سیارک کشف شده‌است که در ۱۴ نوامبر ۱۹۸۲ کشف شد.
قدر مطلق سیارک برابر ۱۸٫۶ است.